# Lorenzo Marsaglia
Lorenzo Marsaglia, född 16 november 1996, är en italiensk simhoppare.

## Karriär
Vid simhopps-EM 2025 i Antalya tog Marsaglia silver i enmeterssvikten samt silver i parhopp från tremeterssvikten tillsammans med Giovanni Tocci.